# Cestrum formosum
Cestrum formosum är en potatisväxtart som beskrevs av Julius Sterling Morton. Cestrum formosum ingår i släktet Cestrum och familjen potatisväxter. Inga underarter finns listade i Catalogue of Life.